# Ahlam Khudr
Ahlam Khudr, também conhecida como Umm Hazza, é uma líder sudanesa dos protestos por direitos dos mortos e desaparecidos por motivos políticos; e por reivindicações de direitos humanos no Sudão. Passou a ser o símbolo das manifestações e participou ativamente dos protestos que ocorreram no país após a morte de seu filho e outros 470 manifestantes que eram contra o regime ditador do presidente Omar al-Bashir. Foi classificada como uma das 100 mulheres mais inspiradoras do mundo, pela BBC 100 Women, no ano de 2019.

## Biografia
Khudr nasceu na cidade de Cartum do Norte, no Sudão. Casada com Ezzedine Jaafar, e mãe de dois filhos. Trabalha como supervisora de jardim de infância. Em 2013, seu filho de 17 anos, Hazza Ezzedine Jaafar, foi morto durante um protesto pacífico contra o governo ditador do Sudão. Após a morte de seu filho, passou a participar ostensivamente de manifestações contra o governo. E se tornou o símbolo das manifestações. Foi presa, torturada e ameaçaram sua família por diversas vezes; até a queda do presidente Omar al-Bashir, no ano de 2019.